# Episodi di CSI: NY (quinta stagione)
La quinta stagione della serie televisiva CSI: NY è stata trasmessa negli Stati Uniti dal 24 settembre 2008 al 14 maggio 2009 su CBS.
In Italia la stagione è stata trasmessa in prima visione su Italia 1 dal 15 gennaio al 2 luglio 2010.
| nº | Titolo originale             | Titolo italiano       | Prima TV USA      | Prima TV Italia  |
| -- | ---------------------------- | --------------------- | ----------------- | ---------------- |
| 1  | Veritas                      | Veritas               | 24 settembre 2008 | 15 gennaio 2010  |
| 2  | Page Turner                  | Il libro della morte  | 1º ottobre 2008   | 22 gennaio 2010  |
| 3  | Turbulance                   | Turbolenza            | 8 ottobre 2008    | 29 gennaio 2010  |
| 4  | Sex, Lies, and Silicone      | La bambola            | 22 ottobre 2008   | 5 febbraio 2010  |
| 5  | The Cost of Living           | Il prezzo della vita  | 29 ottobre 2008   | 12 febbraio 2010 |
| 6  | Enough                       | I difensori           | 5 novembre 2008   | 19 febbraio 2010 |
| 7  | Dead Inside                  | La morte dentro       | 12 novembre 2008  | 26 febbraio 2010 |
| 8  | My Name is Mac Taylor        | Omonimia              | 19 novembre 2008  | 5 marzo 2010     |
| 9  | The Box                      | Tra le lamiere        | 26 novembre 2008  | 12 marzo 2010    |
| 10 | The Triangle                 | Il triangolo          | 10 dicembre 2008  | 19 marzo 2010    |
| 11 | Forbidden Fruit              | Il frutto proibito    | 17 dicembre 2008  | 26 marzo 2010    |
| 12 | Help                         | Aiuto                 | 14 gennaio 2009   | 2 aprile 2010    |
| 13 | Rush to Judgment             | Giudizio affrettato   | 21 gennaio 2009   | 9 aprile 2010    |
| 14 | She's Not There              | Lei era qui           | 11 febbraio 2009  | 16 aprile 2010   |
| 15 | The Party's Over             | La festa è finita     | 18 febbraio 2009  | 23 aprile 2010   |
| 16 | No Good Deed                 | Indizio dal cielo     | 25 febbraio 2009  | 30 aprile 2010   |
| 17 | Green Piece                  | Ecobomba              | 11 marzo 2009     | 7 maggio 2010    |
| 18 | Point of No Return           | Punto di non ritorno  | 18 marzo 2009     | 14 maggio 2010   |
| 19 | Communication Breakdown      | Senza comunicazione   | 25 marzo 2009     | 21 maggio 2010   |
| 20 | Prey                         | La preda              | 8 aprile 2009     | 28 maggio 2010   |
| 21 | The Past, Present and Murder | Il cadavere scomparso | 15 aprile 2009    | 4 giugno 2010    |
| 22 | Yahrzeit                     | Il ricordo            | 29 aprile 2009    | 11 giugno 2010   |
| 23 | Greater Good                 | Il bene supremo       | 6 maggio 2009     | 18 giugno 2010   |
| 24 | Grounds for Deception        | Fondi di caffè greco  | 13 maggio 2009    | 25 giugno 2010   |
| 25 | Pay Up                       | Fino alla fine        | 14 maggio 2009    | 2 luglio 2010    |

## Veritas
- Titolo originale: Veritas
- Diretto da: Rob Bailey
- Scritto da: Pam Veasey

### Trama
La squadra indaga sulla morte di una donna collegata con la rapina avvenuta in banca. La giovane risulta essere un'amica di Melanie, sorella di Flack.
- Guest star: Elias Koteas
- Altri interpreti: Kathleen Munroe, Dayo Ade, Elisha Skorman

## Il libro della morte
- Titolo originale: Page Turner
- Diretto da: Frederick E.O. Toye
- Scritto da: Trey Callaway

### Trama
Una donna rimane uccisa nel corso di un concerto dei Maroon 5. La vittima sembra essere collegata con una serie di analoghe uccisioni avvenute negli ultimi mesi.
- Guest star: Maroon 5
- Altri interpreti: Ramon De Ocampo, Edward Kerr, Jonathon Trent

## Turbolenza
- Titolo originale: Turbulance
- Diretto da: Matt Earl Beesley
- Scritto da: Jeremy Littman e Gary Sinise

### Trama
Mac deve trovare il modo di catturare un assassino durante un normale volo di linea.
- Guest star: Nelly, Roxanne Day
- Altri interpreti: Ethan Erickson, Michaela McManus, Justin Shilton

## La bambola
- Titolo originale: Sex, Lies, and Silicone
- Diretto da: Jonathan Glassner
- Scritto da: Wendy Battles

### Trama
Una donna muore per strada nel bel mezzo di una parata. Mac e la sua Squadra devono stabilire cosa è accaduto.
- Guest star: Mykelti Williamson
- Altri interpreti: Devon Gummersall, Brian Poth, Stephen Sowan, Andrew Walker

## Il prezzo della vita
- Titolo originale: The Cost of Living
- Diretto da: Rob Bailey
- Scritto da: John Dove

### Trama
La squadra CSI indaga sulla morte di un uomo vestito come un moderno Indiana Jones.
- Altri interpreti: Chad Faust, Tania Raymond, Adoni Maropis, Joshua Snyder, Victor Togunde

## I difensori
- Titolo originale: Enough
- Diretto da: Alex Zakrzewski
- Scritto da: Zachary Reiter

### Trama
Tre uomini vengono uccisi nello stesso momento. Mac realizza che tutte le vittime erano state citate in giudizio in un vecchio caso di sua competenza.
- Altri interpreti: Emmanuelle Vaugier, Heather Mazur, J.R. Cacia, Teddy Dunn, Katherine Cunningham-Eves, Nikki Griffin, Moe Irvin, Warner Miller

## La morte dentro
- Titolo originale: Dead Inside
- Diretto da: Christine Moore
- Scritto da: Daniele Nathanson e Pam Veasey

### Trama
La squadra rinviene un'abitazione galleggiante sulle acque di un fiume. Il caso interessa un gruppo di persone che si scambiano segreti mortali.
- Altri interpreti: Emmanuelle Vaugier, Kathleen Munroe, Mirelly Taylor, Casey Labow, Marguerite MacIntyre, Jake Muxworthy

## Omonimia
- Titolo originale: My Name is Mac Taylor
- Diretto da: Rob Bailey
- Scritto da: Pam Veasey

### Trama
Due uomini vengono trovati uccisi ed entrambi si chiamavano Mac Taylor. Mac capisce di essere nel mirino dell'assassino e comincia le indagini.
- Guest star: Julia Ormond, Nelly, Scott Wolf
- Altri interpreti: Rumer Willis, Chris Daughtry, Marshall Faulk, Kelvin Yu

## Tra le lamiere
- Titolo originale: The Box
- Diretto da: Oz Scott
- Scritto da: Bill Haynes e Peter M. Lenkov

### Trama
In un deposito di uno sfasciacarrozze vengono rinvenuti dei resti umani. La squadra della scientifica scopre che si tratta di una donna in avanzato stato di gravidanza.
- Altri interpreti: Jon Gries, Michael Kenneth Williams, Kevin Weisman, Erin Cardillo, Marcus Chait, Lisa Darr, Alaina Huffman, Flaco Navaja

## Il triangolo
- Titolo originale: The Triangle
- Diretto da: Jeff T. Thomas
- Scritto da: Trey Callaway

### Trama
In un'area di Manhattan tutto ciò che è elettrico ed elettronico subisce delle anomalie di funzionamento. È qui che un furgone portavalori si blocca e una guardia muore.
- Altri interpreti: Chris Mulkey, Brian Gross, Anastasia Ganias, Neil Hopkins

## Il frutto proibito
- Titolo originale: Forbidden Fruit
- Diretto da: John Behring
- Scritto da: Jill Abbinanti e Peter M. Lenkov

### Trama
Un uomo si sta liberando di un cadavere, quando un'auto di pattuglia lo sorprende. L'uomo muore ma le indagini escludono il suo coinvolgimento nell'omicidio.
- Altri interpreti: Emmanuelle Vaugier, Casey Labow, Chris Carmack, Kristin Cavallari, Morgan Hewitt, Louis Lombardi, Jack McGee, Tahyna Tozzi

## Aiuto
- Titolo originale: Help
- Diretto da: David Barrett
- Scritto da: Sam Humphrey

### Trama
Marie viene aggredita da Laurel durante una svendita di abiti da sposa ed Eleanor viene trovata morta nella sua vasca da bagno.
- Altri interpreti: Emmanuelle Vaugier, Alex Band, Meg Cionni, Nichole Galicia, Bonnie McKee, Eyal Podell

## Giudizio affrettato
- Titolo originale: Rush to Judgment
- Diretto da: Rob Bailey
- Scritto da: Wendy Battles

### Trama
Il CSI è alle prese con un puzzle umano, dopo che i resti di un allenatore di wrestling vengono trovati sparsi per la città. Nel frattempo, Flack è sotto pressione poiché un minore sospettato di omicidio muore mentre è sotto la sua custodia.
- Altri interpreti: Emmanuelle Vaugier, Jake Abel, Philip Anthony-Rodriguez, Mayte Garcia, George Newbern

## Lei era qui
- Titolo originale: She's Not There
- Diretto da: Nelson McCormick
- Scritto da: Pam Veasey e John Dove

### Trama
Un turista ucraino è stato pugnalato a morte e le indagini del CSI portano gli uomini di Mac a confrontarsi con la realtà del traffico di esseri umani. Il caso inoltre diventa personale quando arriva a coinvolgere un membro della polizia.
- Guest star: Julia Ormond
- Altri interpreti: Brian Cousins, Tamara Feldman, Mikel Shannon Jenkins, Shantel Vansanten

## La festa è finita
- Titolo originale: The Party's Over
- Diretto da: Oz Scott
- Scritto da: Barbie Kligman

### Trama
Il Vice Sindaco di New York, Stuart Kaplan, viene ucciso durante un grande evento di beneficenza da lui organizzato per una sua associazione benefica.
- Guest star: Julia Ormond, Craig T. Nelson
- Altri interpreti: David Chisum, Ethan Erickson, Skyler Gisondo, Donnie Jeffcoat, Jack McGee, Maury Sterling

## Indizio dal cielo
- Titolo originale: No Good Deed
- Diretto da: Matt Earl Beesley
- Scritto da: Rusty Cundieff e Floyd Byars

### Trama
Un bulbo oculare umano cade dal cielo e finisce nel cappuccino di Stella. L'occhio apparteneva a un uomo seppellito in una terrazza.
- Altri interpreti: Casey Labow, Danay García, Daphnée Duplaix Samuel, Luis José López, Graham Shiels

## Ecobomba
- Titolo originale: Green Piece
- Diretto da: Jeffrey Hunt
- Scritto da: Zachary Reiter

### Trama
Un furgone pieno di esplosivo salta in aria lungo una strada. Una casa viene rasa al suolo. Ma al suo interno viene ritrovato illeso il proprietario Felix Redman.
- Altri interpreti: Robert Gant, John Sloan e Matt McTighe

## Punto di non ritorno
- Titolo originale: Point of No Return
- Diretto da: Rob Bailey
- Scritto da: Peter M. Lenkov e Bill Haynes

### Trama
Nella stanza di un motel viene trovato il corpo senza vita di una donna. Sheldon scopre che si tratta della moglie di Marty Pino, un suo grande amico.
- Altri interpreti: Emmanuelle Vaugier, Jonah Lotan, Tony Amendola, Ashlee Simpson-Wentz, Peter Wentz, Adoni Maropis, Emilio Rivera, Shawn Woods

## Senza comunicazione
- Titolo originale: Communication Breakdown
- Diretto da: John Keris
- Scritto da: Trey Callaway

### Trama
Un capo di una tribù Indiana, viene ucciso da un proiettile mentre si trova in metropolitana. Sid scopre però, che l'uomo non è morto per una ferita d'arma da fuoco.
- Altri interpreti: Emmanuelle Vaugier, Gregory Cruz, Sam Page, Kavi Ladnier

## La preda
- Titolo originale: Prey
- Diretto da: Marshall Adams
- Scritto da: Wendy Battles e Noah Nelson

### Trama
Marshall Baxter, un insegnante di canto, è stato ucciso. Si scopre che le prove trovate sulla scena del crimine sono state piazzate deliberatamente dall'assassino.
- Guest star: Katharine McPhee
- Altri interpreti: Emmanuelle Vaugier, Tony Amendola, Sam Ball, Eddie Mills, Michael Trevino

## Il cadavere scomparso
- Titolo originale: The Past, Present and Murder
- Diretto da: David Von Ancken
- Scritto da: Sam Hunphrey e Daniele Nathanson

### Trama
Un magnate dell'editoria viene aggredito nel suo ufficio e nella lotta l'aggressore cade dal ventesimo piano. Appena la polizia arriva sul posto il cadavere è scomparso.
- Guest star: Craig T. Nelson, Mykelti Williamson
- Altri interpreti: Ian Anthony Dale, Thad Luckinbill

## Il ricordo
- Titolo originale: Yahrzeit
- Diretto da: Norberto Barba
- Scritto da: Peter M. Lenkov e Barbie Kligman

### Trama
Durante un'asta un uomo viene ucciso. Le indagini porteranno a fanatici nazisti vecchi e nuovi, riportando alla memoria le atrocità dell'Olocausto.
- Guest star: Ed Asner
- Altri interpreti: Scott Cohen, Matt McTighe, Shelley Berman, Rita Zohar

## Il bene supremo
- Titolo originale: Greater Good
- Diretto da: Alex Zakrzewski
- Scritto da: Pam Veasey

### Trama
Talmadge esce di prigione dopo 18 mesi per avere travolto e ucciso una ragazza in bicicletta. Mac è convinto che l'uomo sia innocente e che stia proteggendo qualcun altro.
- Guest star: Charles S. Dutton
- Altri interpreti: Mare Winningham, Cynthia Addai-Robinson, Brendan Kelly, Geoff Meed

## Fondi di caffè greco
- Titolo originale: Grounds for Deception
- Diretto da: Duane Clark
- Scritto da: Melina Kanakaredes

### Trama
Stella indaga su un omicidio nonostante Mac l'abbia pregata di non farlo. Quest'indagine la porterà a conoscere la verità sul proprio passato.
- Altri interpreti: Tony Amendola, Louis Mandylor, Georgia Hatzis, George Tasudis

## Fino alla fine
- Titolo originale: Pay Up
- Diretto da: Rob Bailey
- Scritto da: Zachary Reiter, John Dove e Peter M. Lenkov

### Trama
Angel scorta Dunbrook nel tribunale dove deporrà contro il padre. Mentre sono a fare colazione un commando fa irruzione nel locale e sequestra Connor, ferendo Jessica.
- Guest star: Nelly, Craig T. Nelson
- Altri interpreti: Emmanuelle Vaugier, Thad Luckinbill, Andy Davoli, James Martin Kelly